# Alborada (Perú)
Alborada es un grupo peruano de música andina y contemporánea creado en 1984. 
Alborada es considerado uno de los exponentes peruanos de world music, debido a sus combinaciones de estilos contemporáneos y que sus integrantes se radicaron principalmente en Alemania. La mayoría de sus canciones son interpretadas en quechua. El protagonista de los instrumentos es el viento andino con quenas, toyos, zampoñas, sikus y antaras, que además son combinados con instrumentos más recientes como la guitarra eléctrica.

## Historia
La historia del grupo comienza en 1984 cuando Sixto Ayvar funda Alborada en su pueblo natal, Ocobamba. Antes el apodado Sixtucha desarrolló la ciudad de Colonia conceptos musicales de las culturas originarias de los Andes peruanos en tierras germanas. Allí su oído de músico se enriqueció de otros géneros y estilos de aquella ciudad cosmopolita y dotó de diferentes sonidos e instrumentos miscelánea. 
Para ese entonces, la música tradicional andina, en las manos y voces de Alborada, se moderniza, se renueva, sobre todo, se adapta a los nuevos y exigentes oídos del público actual fuera del territorio peruano. En los primeros años tuvo el apoyo fundamentales reconocidos intérpretes Manuelcha Prado y Julio Humala.
Durante su formación, otros nombres pasaron por Alborada en diferentes vivencias y nacionalidades. Se experimentó e incursionó diferentes formas musicales, pero siempre con su estilo particular y característico. Desde lo estrictamente tradicional pasando por la fusión y la música para su fin meditacional. En la producción Tropical se acercan a los ritmos bailables y más contemporáneos, mientras que las series Melodías del Corazón y Melodías Inolvidables exploran los ritmos populares de Occidente. En cambio, en los discos Caminos al Sol e Instrumental se aprecia los vertiginosos y progresivos cambios que experimenta el grupo con otros instrumentos modernos como la guitarra eléctrica.
Con la llegada de Víctor Valle y el ecuatoriano Lenin de la Torre se gesta el sonido característico de Alborada. Los nuevos estilos y ritmos que ellos traen de sus comunidades respectivas, se suman las experiencias que ganaron al visitar culturas indígenas de Canadá y Estados Unidos. Estas nuevas vivencias se hacen manifiestas a partir de su producción Meditación. En dicha propuesta extrasensorial se planeó crear "puentes interculturales" entre grupos humanos distanciados por la historia. Alborada propuso como medio su música folk, que más allá de recuperar sonidos originarios de los pueblos precolombinos, para su estilo cosmopolita del continente, realizaron aportes propios. Esta posición de la filosofía musical de Alborada es compartida por grupos similares: Indiógenes, Sol y Luna y Ocobamba.
A pesar de que Alborada participó junto a otros grupos internacionales como los bolivianos "Savia Andina" y "Los Kjarkas" en diferentes muestras musicales, recién les llega el respaldo del público peruano al presentarse en el Festival de Música que se realizó en el Parque de Lima en marzo de 2004. En esta fiesta musical y a los 22 años de su fundación, Alborada logró reunir 22 músicos, entre ellos la incorporación de Wilber "Cebollita" Ayvar. Posteriormente Alborada no solo toma elementos andinos, puesto que incluyeron actuaciones escénicas como danza, materiales audiovisuales y efectos visuales.
En ese nuevo lanzamiento participaron del acoplamiento de las guitarras del apurimeño Ronald Contreras; el cusqueño Óscar Cavero, guitarrista de Armando Manzanero y Felipe Pumarada, bajista de Eva Ayllón. Asimismo César Lescano, baterista de Gian Marco, y los percusionistas Kike Herrera, Leonardo "Gigio" Parodi (también músico de Eva Ayllón), y Hugo Bravo este último ganador de un Grammy junto a Susana Baca, muestran su capacidad de diálogo con el sonido andino. Hay ternura en las voces de los coros a cargo de July Pumarada, Claudia García y el profesor de canto Julio Zavala. La nota clásica y moderna la colocan César Pacheco en el chelo y la concertista de la Orquesta Sinfónica Nacional del Perú, María Elena Pacheco en el violín. Y todo bajo la dirección musical y arreglos de Iván Raffo Lazarte.  
En 2006, con el lanzamiento de disco Anquayllu, se realiza un nuevo concierto Auditorio del Parque de la Exposición, que fue filmado para la versión DVD. En ese año fue condecorado por el Congreso de la República.
Alborada cuenta con 16 producciones y otras colaboraciones. Su canción "Ananau", considerada como la música más popular en 2007, fue utilizada como canción de victoria de la saga de videojuegos Civilizations Wars, juego RTS/ RPG de tipo casual cuya primera entrega se lanzó en 2009.

## Estilo artístico
El estilo folclórico de Alborada proviene de instrumentos de viento y percusión de zonas indígenas de América del Norte y del Sur, con hincapié en la andina y su idioma quechua, en donde acercó dichas tradiciones a los europeos y el mundo en general debido a su vivencia en Alemania, país que generó recepción y que es su lugar de residencia.
De la misma manera, su indumentaria, creada por Sixto Ayvar a inicios de 2000, se inspira en los trajes que usan los peruanos Danzantes de Tijeras, al mismo tiempo colocando elementos iconográficos de los chankas, mochicas, incas, entre otros. También recurre elementos distintivo como la chacana, el tocado moche, el escudo chanca, etc.

## Discografía
- 1992 - Encuentros
- 1994 - Dedicado
- 1995 - Transfusión
- 1996 - Astrovisión
- 1997 - Tropical
- 1998 - Melodías del corazón, vol. 1
- 2000 - Melodías del corazón, vol. 2
- 2001 - Melodías inolvidables
- 2002 - Meditation
- 2003 - Five Spirits
- 2004 - Los chankas viven
- 2004 - Alborada en vivo
- 2004 - Alborada en vivo DVD
- 2005 - Instrumental
- 2005 - Caminos al sol
- 2005 - Melodías Navideñas
- 2006 - Anquayllu
- 2006 - Sunqunchikpy Otavalo
- 2007 - Pacha Achikyaq
- 2011 - Pachacutec Qoscollactay

Álbum en vivo:
- 2007 - Live 2006 Vol.1[17]

Colecciones:
- Alborada colección
- Metitation II
- Muspuyniyku Nuestros Sueños

### Página principal
- Sitio oficial de Alborada

### Facebook
- Alborada en Facebook
- Fans Page de Alborada

### Vídeos
- Vídeo de Alborada - "Wasimasillay"
- Fans Oficial de Alborada en YouTube

- Datos: Q3324954